# Eusynstyela caudata
Eusynstyela caudata är en sjöpungsart som beskrevs av Monniot 1975. Eusynstyela caudata ingår i släktet Eusynstyela och familjen Styelidae. Inga underarter finns listade i Catalogue of Life.